# Collocheres brevipes
Collocheres brevipes is een eenoogkreeftjessoort uit de familie van de Asterocheridae. De wetenschappelijke naam van de soort is voor het eerst geldig gepubliceerd in 2004 door Shin & I.H. Kim.